# Le Portrait de l'Armada
Le Portrait de l'Armada est un tableau allégorique représentant la reine Élisabeth Ire entourée des attributs du pouvoir royal, les regalia, notamment la couronne et le globe, sur un fond représentant la défaite de l'Invincible Armada en 1588.
Trois versions de ce tableau sont encore existantes : une conservée à l'abbaye de Woburn (le format le plus large), une à la National Portrait Gallery (dont les bords sont découpés et l'arrière-plan est de fait moins visible) et une dernière à la Maison de la Reine. Les deux premiers portraits ont été un temps attribués au peintre George Gower.
La fenêtre gauche représente la rencontre entre les bateaux anglais et espagnols et la droite les navires espagnols échoués sur des rochers.